# Георгій Ґобель (бурмистр)
Георгій Ґобель (лат. Georgius Gobel) (1385?–1440?) — львівський міщанин, лавник (1422), райця (1410—1432), війт (1412, 1421, 1430) та бурмистр міста (1423).

## Життєпис
Представник роду львівських патриціїв німецького походження. Засновник роду — Миколай Ґобель, вперше згаданий у 1383 році, — був купцем та міським райцею за короля Владислава II Ягайла.
За його кошт місто приймало у 1414 році князя Сигізмунда Корибутовича, учасника битви під Грюнвальдом, майбутнього чеського намісника. У 1420 і 1426 роках разом з Іваном Толмачем їздив до короля у Сандомир у міських справах. На громадських засадах був охоронцем коштів латинського катедрального собору у Львові — ця особа вибиралася міщанами для розпорядження коштами, котрі жертвували на храм.

Син Ґобеля Георгій (1420?–1480?) був міським райцею (1450—1453) та міським писарем (1453—1476). Внуки бургомістра Ґобеля були останніми представниками роду Ґобелів, що урядували у Львові: Георгій  — райця в 1505—1508 та Міхаель — райця в 1512.